# Riformatori Sardi
Riformatori Sardi - Liberal Democratici (RS-LD) è un partito politico italiano fondato da Massimo Fantola, la cui attività è limitata alla regione Sardegna.

## Storia
Nel 1999 si presentano per la prima volta alle elezioni regionali eleggendo 4 consiglieri regionali con il 4,4% di preferenze.
Alle elezioni politiche del 2001 il partito si schiera con la coalizione di centro-destra, pur non presentando proprie liste nella quota proporzionale. Grazie all'accordo con la CdL, viene eletto nel collegio uninominale maggioritario il deputato Michele Cossa, ottenendo quindi un seggio alla Camera dei Deputati.
Alle elezioni europee del 2004 appoggiano la lista del Patto Segni Scognamiglio, che tuttavia non elegge alcun deputato europeo.
Alle elezioni regionali del 2004, pur nella coalizione perdente, confermano 4 consiglieri regionali raggiungendo il 5,94%.
Alle elezioni politiche del 2006 i Riformatori Sardi stringono un accordo con l'UDC, ottenendo l'elezione a senatore di Massimo Fantola.
Alle elezioni comunali di Cagliari del 2006 si affermano come secondo partito della coalizione di centro destra che guida la città raggiungendo una percentuale vicina al 10%.
Alle elezioni regionali sarde del 2009 partecipano con proprie liste nella coalizione di centro-destra, che candida alla presidenza della regione Sardegna Ugo Cappellacci. Cappellacci è eletto presidente della regione ed i Riformatori sardi si affermano come terzo partito della coalizione, con il 6,79%, eleggendo 5 consiglieri.
Alle elezioni politiche del 2013 i Riformatori Sardi decidono di aderire alla coalizione che sostiene la candidatura di Mario Monti, candidando Pierpaolo Vargiu alla Camera dei deputati come capolista di Scelta Civica, riuscendo a farlo eleggere.
Alle elezioni regionali del 2014, pur nella coalizione perdente e malgrado la forte astensione, confermano 3 consiglieri regionali raggiungendo il 6%.
Alle elezioni politiche del 2018 il partito non presenta propri candidati in alcuna lista. Presenta liste invece alle Elezioni regionali in Sardegna del 2019 sostenendo il candidato presidente Christian Solinas, ottenendo il 5,09% ed eleggendo 4 consiglieri.
Alle elezioni politiche anticipate del 2022, dopo alcune indiscrezioni che riferivano di un accordo con Fratelli d'Italia, non presenta candidati in alcuna lista.
Alle elezioni regionali in Sardegna del 2024 con il 7,09% elegge 3 consiglieri nella sconfitta di Paolo Truzzu risultando essere la seconda forza della coalizione dietro a Fratelli d'Italia.
Alle elezioni europee del 2024 i Riformatori stringono un accordo con Forza Italia candidando nella circoscrizione insulare Michele Cossa che però con oltre 36.000 preferenze non risulta eletto. Alle comunali di Cagliari la lista dei Riformatori si distingue come la seconda della coalizione con il 5,72% nella sconfitta di Alessandra Zedda eleggendo 2 consiglieri.

## Risultati elettorali
| Elezione       | Elezione       | Voti                           | %                              | Seggi   |
| -------------- | -------------- | ------------------------------ | ------------------------------ | ------- |
| Regionali 1999 | Regionali 1999 | 38.259                         | 4,40                           | 4 / 80  |
| Politiche 2001 | Camera         | Nella Casa delle Libertà       | Nella Casa delle Libertà       | 1 / 630 |
| Politiche 2001 | Senato         | Nella Casa delle Libertà       | Nella Casa delle Libertà       | 0 / 315 |
| Regionali 2004 | Regionali 2004 | 50.953                         | 6,00                           | 4 / 85  |
| Politiche 2006 | Camera         | Nella lista UDC                | Nella lista UDC                | 0 / 630 |
| Politiche 2006 | Senato         | Nella lista UDC                | Nella lista UDC                | 1 / 315 |
| Regionali 2009 | Regionali 2009 | 56.056                         | 6,78                           | 5 / 80  |
| Politiche 2013 | Camera         | Nella lista Scelta Civica      | Nella lista Scelta Civica      | 1 / 630 |
| Politiche 2013 | Senato         | Nella lista Scelta Civica      | Nella lista Scelta Civica      | 0 / 315 |
| Regionali 2014 | Regionali 2014 | 41.060                         | 6,02                           | 3 / 60  |
| Regionali 2019 | Regionali 2019 | 36.171                         | 5,09                           | 4 / 60  |
| Regionali 2024 | Regionali 2024 | 48.423                         | 7,09                           | 3 / 60  |
| Europee 2024   | Europee 2024   | In Forza Italia - Noi Moderati | In Forza Italia - Noi Moderati | 0 / 76  |